# Czerskaja (stacja kolejowa)
Czerskaja (ros. Черская) – stacja kolejowa w miejscowości Czerskaja, w rejonie pałkińskim, w obwodzie pskowskim, w Rosji. Położona jest na linii dawnej Kolei Warszawsko-Petersburskiej.

## Historia
Stacja powstała w XIX w. pomiędzy stacjami Ostrow i Psków.